# Bhoutan aux Jeux olympiques d'été de 2024
Le Bhoutan participe aux Jeux olympiques de 2024 à Paris. Il s'agit de sa 11e participation à des Jeux olympiques d'été.
Le nageur Sangay Tenzin et l'athlète Kinzang Lhamo sont nommés porte-drapeaux de la délégation bhoutanaise.

## Nombre d’athlètes qualifiés par sport
Voici la liste des qualifiés et sélectionnés par sport (remplaçants compris) :
| Sport       | Hommes | Femmes | Total |
| ----------- | ------ | ------ | ----- |
| Athlétisme  | 0      | 1      | 1     |
| Natation    | 1      | 0      | 1     |
| Tir à l'arc | 1      | 0      | 1     |
| Total       | 2      | 1      | 3     |

## Résultats

### Athlétisme
Le Bhoutan engage pour la première fois une athlète, bénéficiant d'un quota d'universalité. Kinzang Lhamo n'a jamais participé à une course en dehors de son pays, ni même de marathon sur un circuit plat.
| Athlètes      | Épreuve          | Premier tour | Premier tour | Demi-finales | Demi-finales | Finale  | Finale |
| Athlètes      | Épreuve          | Temps        | Rang         | Temps        | Rang         | Temps   | Rang   |
| ------------- | ---------------- | ------------ | ------------ | ------------ | ------------ | ------- | ------ |
| Kinzang Lhamo | Marathon féminin | NC           | NC           | NC           | NC           | 3:52:59 | 80e    |

### Natation
Le Bhoutan a reçu une places de quota d'universalité de la FINA.
| Athlète       | Épreuve                 | Séries | Séries | Demi-finales | Demi-finales | Finale  | Finale  |
| Athlète       | Épreuve                 | Temps  | Rang   | Temps        | Rang         | Temps   | Rang    |
| ------------- | ----------------------- | ------ | ------ | ------------ | ------------ | ------- | ------- |
| Sangay Tenzin | 100 m nage libre hommes | 56.08  | 74e    | Éliminé      | Éliminé      | Éliminé | Éliminé |

### Tir à l'arc
Le Bhoutan a inscrit un archer masculin pour participer à la compétition individuelle d'arc classique après avoir reçu les places d'universalité attribuées.
| Athlète        | Compétition | Tour préliminaire | Tour préliminaire | 1/32e de finale  | 1/16e de finale  | 1/8e de finale   | Quart de finale  | Demi-finale      | Finale / MB      |
| Athlète        | Compétition | Score             | Adversaire Score  | Adversaire Score | Adversaire Score | Adversaire Score | Adversaire Score | Adversaire Score | Adversaire Score |
| -------------- | ----------- | ----------------- | ----------------- | ---------------- | ---------------- | ---------------- | ---------------- | ---------------- | ---------------- |
| Lam Dorji (en) | Hommes      | 663               | 28e               | Paoli 3 - 7      | Éliminé          | Éliminé          | Éliminé          | Éliminé          | Éliminé          |